# Laureano Rodríguez
Laureano Agustín Rodriguez Funes (San Martin, Mendoza, 23  de noviembre de 2002) es un futbolista argentino que actualmente juega como mediocampista en el CS Independiente Rivadavia de la Primera División de Argentina.

## Trayectoria

### Inferiores
Laureano inició en las inferiores del Club Atlético San Martín a la edad de 7 años, donde buscaba ganarse un lugar en el equipo. Sin embargo, no fue hasta el año 2020 donde debutó como profesional.

### Club Atlético San Martín
Su carrera profesional comenzó en el Atlético San Martín, donde disputó un total de 30 partidos. Rodríguez se formó en las divisiones inferiores del club desde los 7 años y logró debutar en el equipo de la categoría Federal A.

### Club Almagro
En el año 2024, Laureano se unió al Club Almagro, donde se destaca como uno de los jugadores con más minutos en cancha.